# Anance (satèl·lit)
Anance és un petit satèl·lit irregular de Júpiter. Fou descobert per Seth Barnes Nicholson des de l'Observatori de Mount Wilson el 1951. Rep el seu nom d'Anance, amant de Júpiter i mare d'Adrastea. Amb anterioritat al 1975, abans de rebre el nom oficial, se'l coneixia com a Júpiter XII.
És una lluna petita, amb un diàmetre mitjà de només 28 km, però tot i així és el membre més gros del grup d'Anance al qual dona nom. Aquest és un conjunt de 16 llunes retrògrades que orbiten al voltant de Júpiter a distàncies d'entre 19,3·10⁶ km i 22,7⁶ km, amb inclinacions de 150°.